# Rode Leeuwen
De Rode Leeuwen was de Vlaamse BSP in Brussel-Halle-Vilvoorde van 1968 tot 1977 na een afscheuring van de tweetalige BSP-federatie.

## Historiek
Na de resoluties van het Derde Vlaams Socialistisch Congres te Klemskerke van oktober 1967 en geïnspireerd door het taalactivisme van onder andere Antwerps burgemeester Lode Craeybeckx ("Antwerpen laat Brussel niet los") voelden de Vlaamse socialisten in Brussel-Halle-Vilvoorde zich gesteund om zich te distantiëren van het Franstalig verzet tegen de nieuwe taalwetgeving voor bestuurszaken in Brussel (1963).
Deze aanvankelijk dissidente groep van Vlaamsgezinde Brusselaars dienden na het nationaal partijbureau van de Belgische Socialistische Partij (BSP) van 7 maart 1968 een afzonderlijke Vlaamse BSP-kieslijst in voor de wetgevende verkiezingen in het kiesarrondissement Brussel. Op het partijbureau was akte genomen van de onmogelijk geworden samenwerking in de tweetalige Brusselse PSB-BSP-federatie. De relatie was gewijzigd door de generatiewissel met het vertrek van Paul-Henri Spaak en een nieuwe generatie Franstalige socialisten zoals de nieuwe burgemeesters Henri Simonet uit Anderlecht en Edmond Machtens uit Molenbeek die zich verzetten tegen de recente taalwetgeving in Brussel en die de verdere verfransing van Brussel als onomkeerbaar beschouwden. Gedreven door de electorale opgang van het FDF, lagen deze francofiele burgemeesters onder wie ook Jacques Franck (Sint-Gillis) en Guy Cudell (Sint-Joost-ten-Node), mee aan de basis van de vorming van een 'gemeenschappelijk front' van 29 Franstalige Brusselse parlementsleden dat op 11 juli 1968 resulteerde in het Manifeste des 29. In deze verklaring eisten ze onder meer de afschaffing van de verplichte tweetaligheid van de Brusselse ambtenaren en een natuurlijke uitbreiding van de Brusselse agglomeratie buiten de wettelijk vastgelegde grenzen van de 19 gemeenten, de door de Vlamingen zo gevreesde 'Brusselse olievlek'.
Ten gevolge van de communautaire profileringsdrang van de Franstaligen in de tweetalige Brusselse Federatie kregen de uittredende volksvertegenwoordigers Hendrik Fayat (Molenbeek) en Frans Gelders (gewezen Voorzitter Federatie en Burgemeester Vilvoorde) in de aanloop van de wetgevende verkiezingen van 31 maart 1968 bij de interne poll onverkiesbare plaatsen op de Kamerlijst toegewezen. Enkel Piet Vermeylen kreeg een verkiesbare plaats op de senaatslijst toegezegd. Hendrik Fayat profileerde zich tegen de uitbreidende 'Brusselse olievlek', terwijl de meer pragmatische Piet Vermeylen vooral de correcte toepassing van de taalwetgeving in Brussel centraal stelde.

## Afzonderlijke lijst
Ze gaan op 31 maart 1968 naar de kiezer als Rode Leeuwen en worden alle drie herverkozen in het parlement. Vermeylen en Fayat treden toe tot de Regering-G. Eyskens IV. Een jaar later werd de beweging officieel erkend als autonome Vlaamse BSP-federatie voor Brussel-Halle-Vilvoorde binnen de unitaire BSP. De volledige splitsing van de partij volgde tien jaar later in 1978, na onenigheid met de Franstalige vleugel over het Egmontpact.
De Rode Leeuwen overtuigen 5,45% van de kiezers in het kiesarrondissement Brussel bij de wetgevende verkiezingen van 31 maart 1968. Dit is dankzij een gunstige apparentering goed voor twee Kamerzetels. Bij de verkiezingen van 7 november 1971 behaalde de kieslijst voor de Kamer in Brussel-Halle-Vilvoorde 5,18% (verlies 1 zetel) en Lydia De Pauw-Deveen wordt verkozen in de nieuwe Brusselse Agglomeratieraad. In het kiesarrondissement Leuven komt de BSP in 1971 en in 1974 ook op als Rode Leeuwen. Bij de stembusgang van 10 maart 1974 halen de Rode Leeuwen in het kiesarrondissement Brussel voor de Kamer 4,26%  en bij de verkiezingen van 17 april 1977 (als BSP) ten slotte 4,63%.

## Bekende leden
- Lode Berkvens
- Rik Bonnijns
- Rik Coolen
- Frans De Pauw
- Lydia De Pauw-Deveen

- Roger De Wulf
- Hendrik Fayat
- Marc Galle
- Rufin Grijp
- Frans Gelders

- Antoine Lefèvre
- René Pieyns
- Robert Senelle
- Karel Van Miert
- Piet Vermeylen